# Folsterhöhe

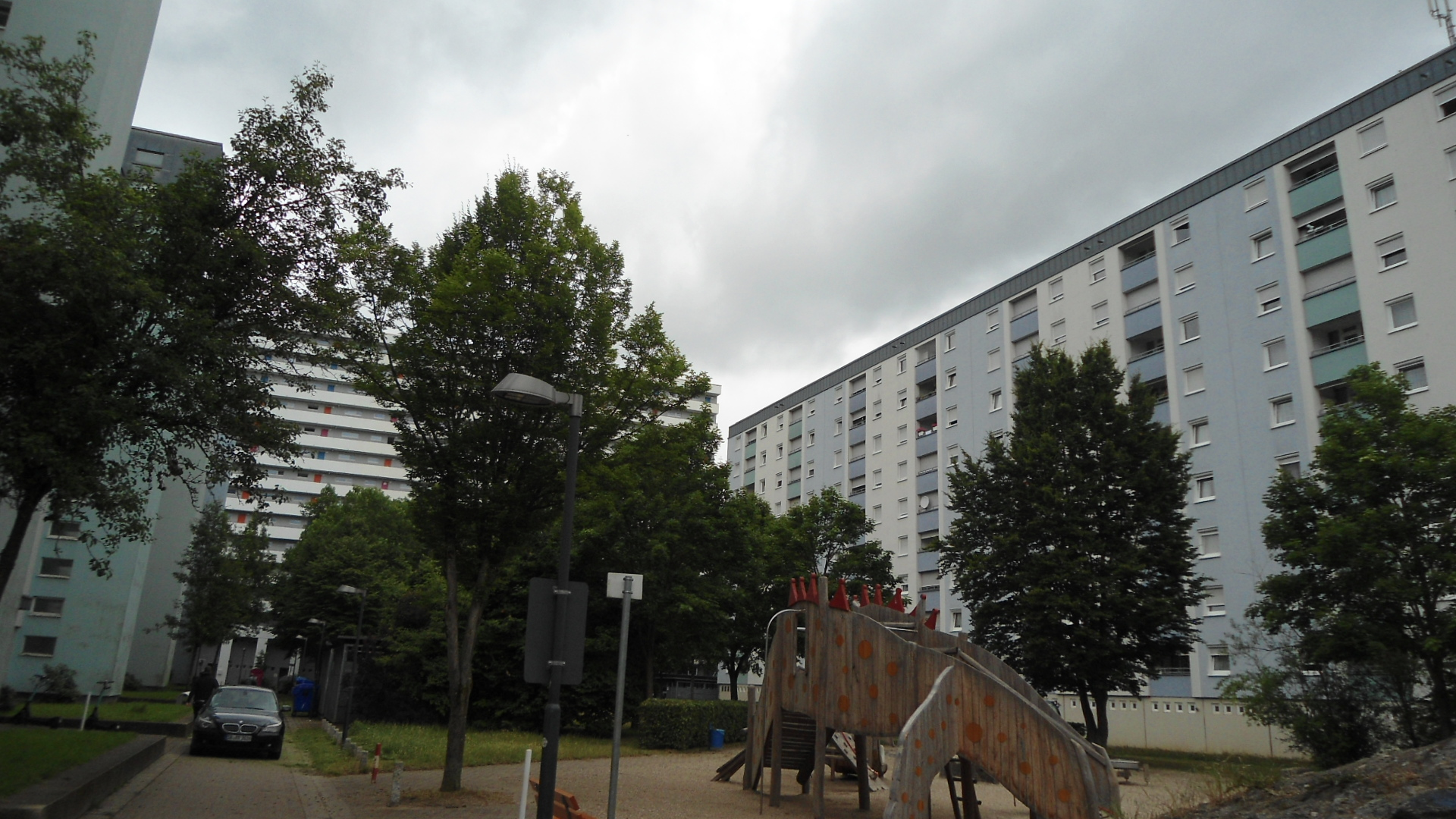
Folsterhöhe

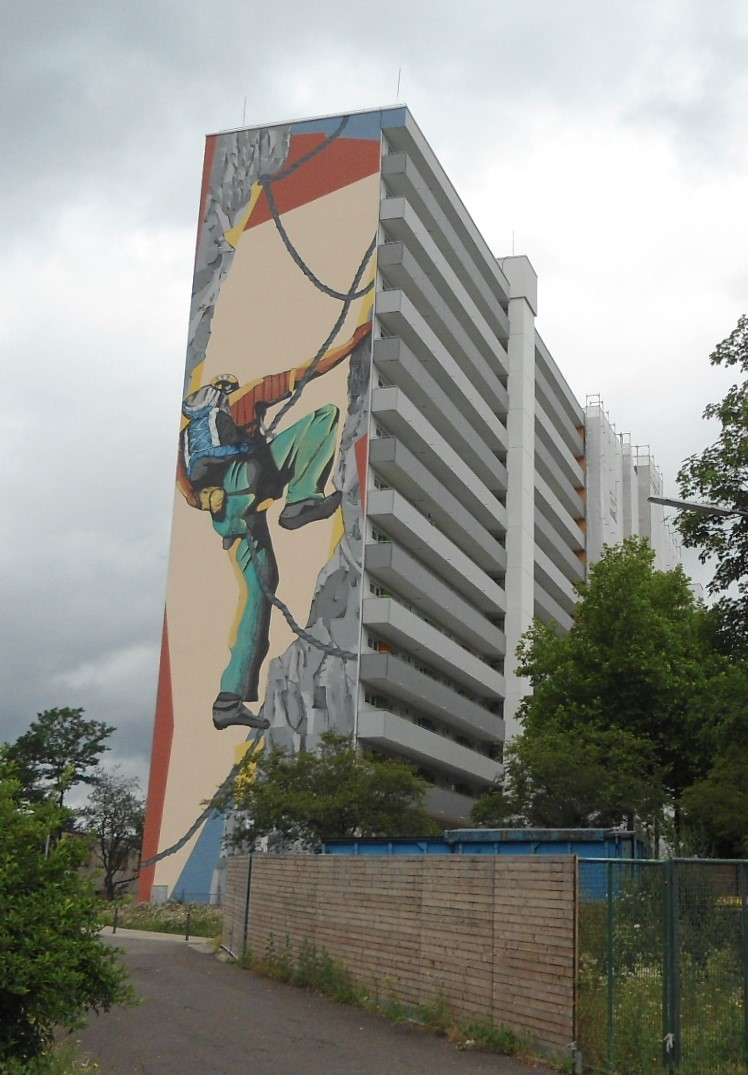
Wandbild

Die Folsterhöhe ist eine Großwohnsiedlung im Südwesten von Saarbrücken nahe der französischen Grenze. Sie gehört zum Stadtteil Alt-Saarbrücken und zum Distrikt Glockenwald.

## Geografie
Das Quartier liegt abseits des Stadtzentrums. Es ist umgeben von Wald und Grünflächen wie dem Deutsch-Französischen Garten im Norden und dem Hauptfriedhof Saarbrücken im Süden. Östlich liegt ein Industriegebiet. Etwa ein Kilometer südlich verläuft die Grenze zu Frankreich mit den Gemeinden Stiring-Wendel und Spicheren.

## Geschichte
Bereits im 13. Jahrhundert soll es hier Wohnsiedlungen gegeben haben unter dem Namen Breitenbacher Bann.
In den 1950er und 1960er Jahren beschloss die Stadt Saarbrücken auf Grund des Wohnraummangels in der Stadt, neue Wohngebiete zu erschließen. Darunter war auch das zwischen 1963 und 1965 entstandene Wohngebiet Folsterhöhe. Es entstanden 972 Mietwohnungen in neun Geschosswohnungsbauten.
Das für damalige Verhältnisse moderne Wohnquartier entwickelte sich im Lauf der Jahrzehnte zum Problemfall. Die isolierte Lage wurde als unattraktiv gesehen, es bildete sich viel Leerstand bei steigenden sozialen Problemen. Mit einer erhöhten Polizeipräsenz und gleichzeitig zahlreichen Sanierungsmaßnahmen und sozialen Projekten erlangte das Quartier wieder eine nachhaltige Aufwertung.

## Gebäude (Auswahl)
- 2 × Plattenbau (15 Stockwerke)
- 4 × Plattenbau (7 Stockwerke)
- 2 × Plattenbau (10 Stockwerke)
- Hochhaus (18 Stockwerke)
- 3 Supermärkte
- Kirche Heilig Kreuz
- Grundschule
- Jugendzentrum
- 2 Kitas